# Félix Pizcueta
Félix Pizcueta y Gallel (Valencia, 1837-1890) fue un médico, político, periodista y dramaturgo y poeta español.

## Biografía
Nacido el 20 de noviembre de 1837 en Valencia, se licenció en Medicina en la Universidad de Valencia y ejerció en Íxar y Montcada, hasta que fue nombrado forense en el Grao de Valencia. En 1864 se inició en el periodismo escribiendo artículos de carácter político en el diario Los Dos Reinos, órgano del Partido Progresista en Valencia. Fue secretario de la Junta Revolucionaria que dirigió en Valencia la revolución de 1868 que puso fin al reinado de Isabel II, y fue diputado provincial de Valencia de 1868 a 1871. Marchó a Madrid con José Peris y Valero, donde fue director de Sanidad del Ministerio de Gobernación, y dirigió el diario La Nación, donde se posicionó a favor de los progresistas de Práxedes Mateo Sagasta. Cuando se produjo la Restauración borbónica perdió interés por la política y volvió a Valencia en 1874. Aquí trabajó como redactor del diario El Mercantil Valenciano, donde contactó con Constantí Llombart y Teodoro Llorente Olivares, con quienes fundaría la sociedad literaria Lo Rat Penat, de la que fue presidente entre 1878 y 1879 y después entre 1884 y 1886.
Aunque políticamente era progresista, su actitud dentro de la Renaixença valenciana fue moderada, al igual que Llorente, ya que consideraba la poesía y la erudición como una mera efusión sentimental. Escribió teatro en español y poesía en valenciano, que fue premiada en los Juegos Florales de Lo Rat Penat de 1880. En 1884 fue elegido concejal del Ayuntamiento de Valencia, puesto que ocupó hasta su fallecimiento, y fue nombrado cronista de la ciudad. También publicó artículos en el Instituto Médico Valenciano. Falleció el 19 de agosto de 1890.

## Obras
- L'ermita de sant Mateu (1868), sainete en valenciano.
- La insurrección de Alahuar (1878)
- Gabriela (1883)
- El administrador de la baronesa (1878)
- En la maroma. Historia de una volatinera (1881)
- Historia de un reo de muerte (1882)